# Église Saint-Benigne de Domblain
L'église Saint-Bénigne est une église catholique située à Domblain, en France.

## Localisation
L'église est située dans le département français de la Haute-Marne, sur la commune de Domblain.

## Historique
L'édifice gothique actuel fut construit au XIIIe siècle, vraisemblablement en remplacement d'un plus ancien. Il accueillait les pèlerins ayant pris la route du Chemin des étoiles, ancien chemin de pèlerinage situé entre le 48e et le 49e parallèle, conduisant du Mont Sainte-Odile à Saint-Renan.
Vraisemblablement au XVe siècle. l'église est l'objet d'une importante campagne de travaux: le chœur est remanié, une tour d'accès au comble et une chapelle adossées au nord sont construites. C'est à cette époque que les baies sont, pour la plupart, élargies.
Une sacristie est ajoutée au nord, probablement au XVIIIe siècle. L'ensemble du mobilier comprenant notamment deux retables en bois polychromes (inventaire supplémentaire des monuments historiques, 2019) est installé pendant cette période.
L'édifice conserve de nombreuses peintures murales, datables de sa fondation au XVIIIe siècle
Fermée au public pour des raisons de sécurité en 1993, elle fait l'objet d'un programme de restauration générale initié en 2010, sous l'impulsion des Amis de la restauration de l'église de Domblain. 
Le 6 juillet 2012, le clocher et une partie des couvertures sont détruits par un incendie peu avant le lancement de la première campagne de travaux, qui s'achève en 2014.
En 2020, l'édifice fait l'objet d'une seconde campagne de travaux.

## Galerie

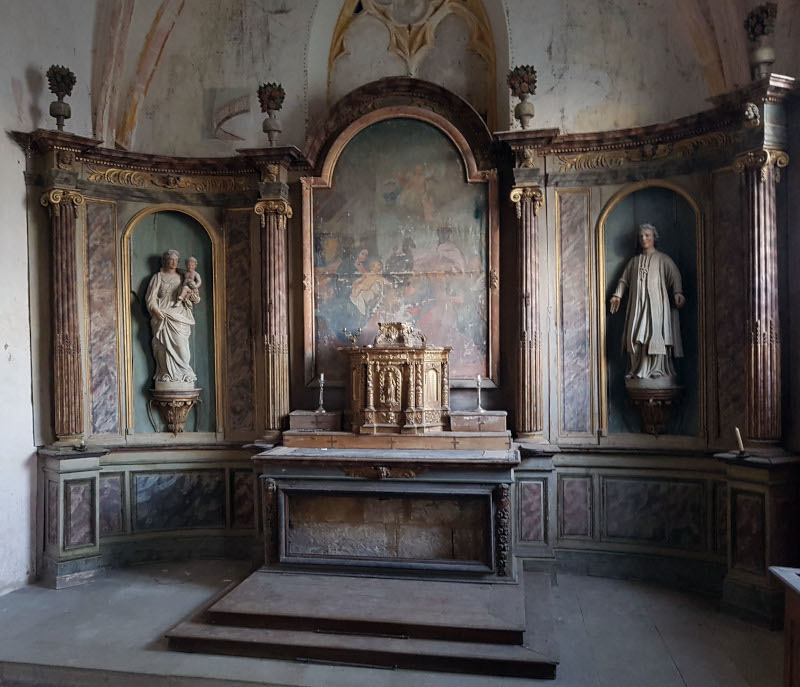
Retable du chœur.
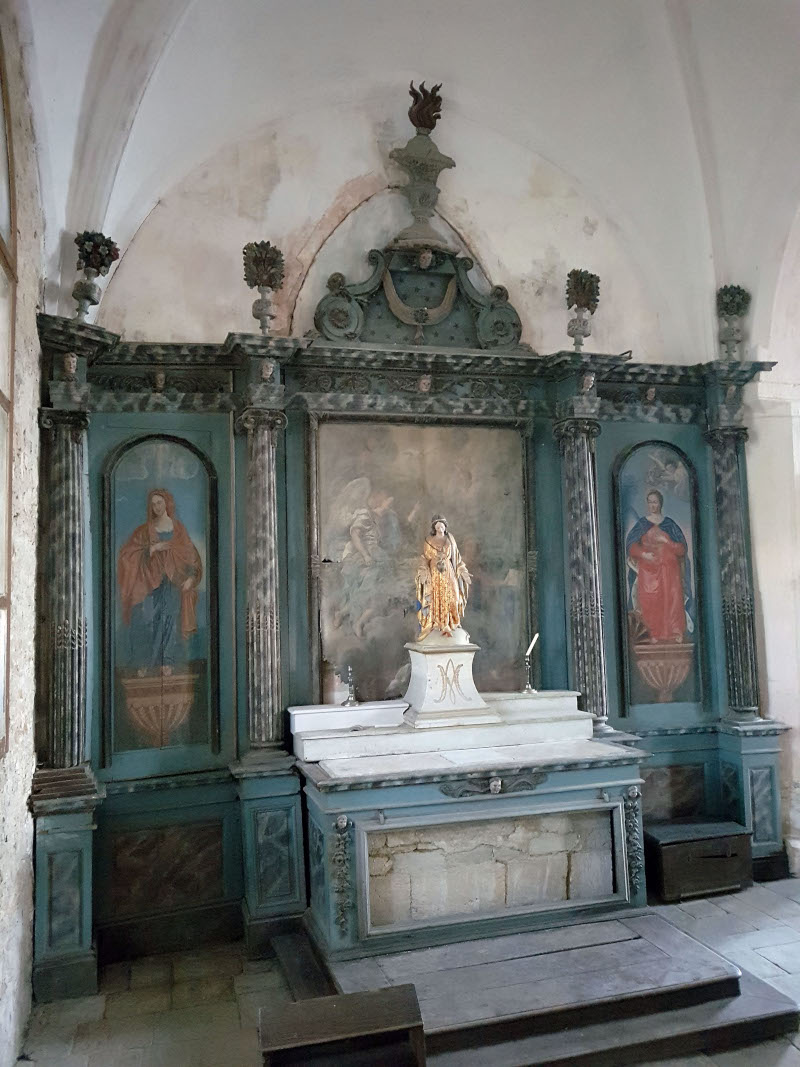
Retable de la chapelle.
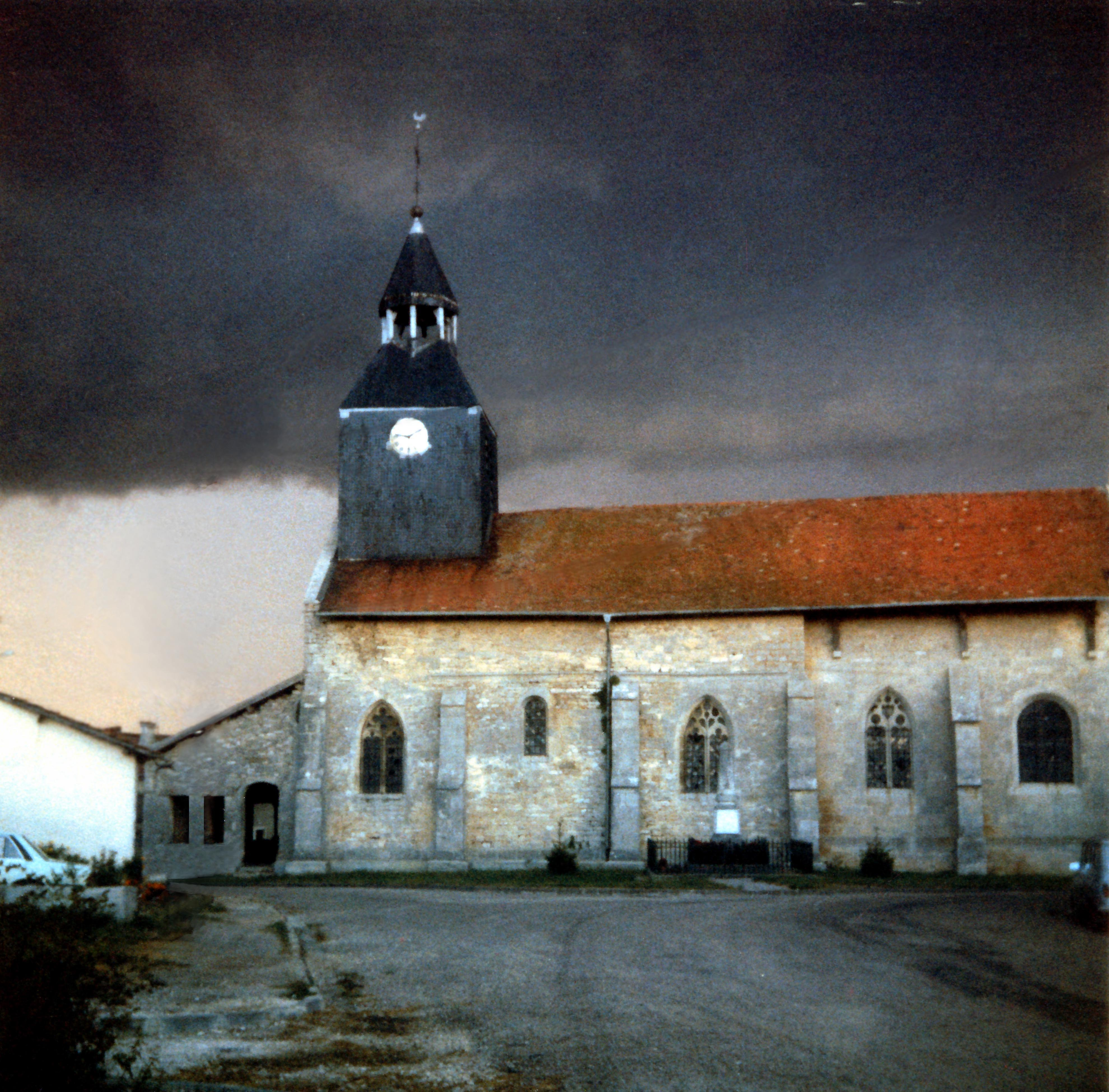
L'église vers 1990.